# 胡尼奥德村
胡尼奥德村（匈牙利語：Hunyadfalva）是匈牙利亚斯-瑙吉孔-索尔诺克州所辖的一个村，总面积5.35平方公里，2010年1月1日，该地区总人口196，人口密度36.6人/平方公里。